# Christopher Moltisanti
Christopher Moltisanti, interpretado por Michael Imperioli, es un personaje ficticio de la serie de HBO, Los Soprano, creada por David Chase. Es el sobrino y protegido de Tony Soprano. Es probablemente tras su tío uno de los personajes de la serie cuya historia coge más transcendencia.

## Biografía
Nació y se crio en un seno familiar problemático con una madre alcohólica (Joanne Moltisanti) y un padre adicto (Dickie Moltisanti). 
Dickie formaba parte de la familia criminal de Nueva Jersey, pero fue asesinado cuando Christopher era todavía muy pequeño. Tony Soprano (protagonista de la serie) acogió a Christopher en la organización por la gran admiración que sentía por el padre de Chris. En un inicio fue incluido como asociado'. Christopher aunque en un primer momento (cuando es tan solo un "asociado)", se ve como un joven poco preparado e inmaduro, a lo largo de los capítulos y las temporadas se va forjando como uno de los miembros más reputados de la asociación siendo nombrado "capitán", siendo junto a Paulie Gualtieri el miembro más usual a quién acude Tony para los asesinatos y desapariciones de cadáveres gracias a la sangre fría que muestra Christopher para asesinar y hacer desaparecer los cadáveres. Tony también en un momento muestra una gran confianza, dando los encargos y mandatos a través de Christoper y así despistar al FBI.
Vivió con su prometida Adriana La Cerva hasta que en la quinta temporada, Adriana lo traiciona dando información a la policía sobre el grupo de Anthony Soprano, Christopher en cuanto se entera se lo hace saber a Tony, y Adriana es asesinada por Silvio Dante. Finalmente Christopher se casa y tiene una hija con Kelli Lombardo Moltisanti. 
Destacan durante toda la serie los excesos de Moltisanti, empezando por las drogas (tuvo un gran problema con la heroína en la 4 temporada, del cual a pesar de haber salido gracias a una rehabilitación nunca abandona del todo (6 temporada vuelve a consumir heroína en algunos capítulos con una amante)). 
Aunque en un principio se destaca por ser uno de los pocos miembros del grupo que tiene una relación estable y fiel con su pareja Adriana La Cerva, según transcurren los capítulos es cada vez más común verlo acudiendo al sexo de pago o con amantes y aplicando múltiples maltratos a las mismas.
En el capítulo 18 de la última temporada, Chris y Toni mientras van en coche con Christopher al volante, sufren un accidente que deja a Christopher en mal estado. Toni aprovecha la situación para, de forma un poco confusa e inesperada para los espectadores, dejar sin oxígeno a su sobrino y simular que fue una muerte provocada por no llevar cinturón.
El motivo de este asesinato por parte del que fue casi toda la serie su protector, al parecer fueron las continuas decepciones por parte de Christopher hacia su tío (no había dejado las drogas del todo y comenzaba a sentir un cierto rechazo por la Cosa nostra que ponía en riesgo la seguridad de la organización).

## Momentos clave
1-Christopher es "asociado".
2-En sus inicios pretende saltarse varios escalones robando los camiones de Junior Soprano, Junior a modo de venganza asesina al mejor amigo de Christopher, Brendan Filone, con Christopher, Junior es benevolente debido a que es el protegido de Tony, pero le dan un "susto" dos matones. A partir de este momento Christopher aprende la lección y comienza a tomarse las cosas con más seriedad, siendo nombrado poco después "capitán".
3- Comienza a consumir heroína en su viaje de negocios a Italia
4- Estuvo muy cerca de "traicionar"a la familia, escribiendo el guion de una película que hablaba sobre el funcionamiento de la mafias, en un último momento se arrepiente. En esta etapa, Christopher en contraposición con lo que el público está acostumbrado a ver, muestra su vena más sensible y culta, llegando incluso a destacar como actor de teatro.
5-Christopher interna en un centro de desintoxicación y se rehabilita.
6-Christopher delata a Adriana al descubrir que tenía contacto con la policía y causa la muerte de esta, al final del capítulo Tony golpea por primera vez a su sobrino cuando Christopher lloraba la pérdida de su prometida.
7-Cuando peor iban las cosas con Tony, este, en forma de regalo le dijo a su sobrino quién fue el asesino de su padre para que se vengara, aquí comienza la primera reconciliación con su tío.
8- En la última temporada, Moltisanti se casa y tiene una hija con Kelly (fue un gran alivio para él, ya que le frustraba que Adriana fuese estéril), y Christopher quería continuar con el apellido Moltisanti a toda costa.
9-En la última temporada se toma una amante (examante de Tony) y por unos capítulos vuelve a consumir heroína con ella.
10- Christopher estrena una película sobre mafiosos (Cuchilla), se inspira en Tony para crear un personaje, que, paradójicamente es asesinado por su sobrino. Esto sumado a la amante, es la gota que colma el vaso para romper del todo la relación con su tío.
11- En el capítulo 18 de la última temporada, Chris y Tony van conduciendo y sufren un accidente inesperado que deja a Christopher en mal estado. Tony va a llamar a emergencias, cuando Christopher le confiesa que ha consumido últimamente y no pasará la prueba de drogas. Tony termina de explotar y aprovecha la situación de forma inesperada para los espectadores, deja sin oxígeno a su sobrino y simula que fue una muerte provocada por la falta de cinturón.

## Vehículos de Moltisanti
Chistopher se destaca muchas veces como un ejemplo de "nuevo rico", y no era raro verlo despilfarrar el dinero en coches. En el primer capítulo de la serie, se puede escuchar la preocupación de Tony Soprano, porque su primo, que todavía no tenía un rango fijo en el grupo, se hubiese gastado 60.000$ en un Lexus LS. 
- Lexus LS (temporada 1)
- Mercedes-Benz Clase CLK 430 (temporada 2)
- Range Rover 4.6 HSE (temporadas 3 y 4)
- BMW Z4 (temporada 4)
- Hummer H2 (temporada 5)
- Maserati Coupe Cambiocorsa (propiedad anterior de Johnny Sack) (temporada 6, parte I)
- Cadillac Escalade EXT (temporada 6, parte II)

## Lecturas recomendadas
- The Sopranos: The Complete Book, 2007 HBO ISBN 1-933821-18-3.
- Glen O. Gabbard, The Psychology of the Sopranos Love, Death, Desire and Betrayal in America's Favorite Gangster Family - Basic books, 2002.
- Michael Hammond, Lucy Mazdon, The Contemporary Television Series, Edimburgh University Press, Edimburgo 2005.
- Martha P. Nochinsom, Dying to Belong: Gangsters Movies in Hollywood and Hong Kong, Wiley Blackwell, 2007.